# Kula (gmina Bugojno)
Kula – wieś w Bośni i Hercegowinie, w Federacji Bośni i Hercegowiny, w kantonie środkowobośniackim, w gminie Bugojno. W 2013 roku liczyła 864 mieszkańców, z czego większość stanowili Boszniacy.